# Roggwil (Berno)
Roggwil – gmina (niem. Einwohnergemeinde) w Szwajcarii, w kantonie Berno, w regionie administracyjnym Emmental-Oberaargau, w okręgu Oberaargau.

## Demografia
W Roggwil mieszka 4 176 osób. W 2020 roku 16,9% populacji gminy stanowiły osoby urodzone poza Szwajcarią.

## Współpraca
Miejscowość partnerska:
- Blatná, Czechy

## Transport
Przez teren gminy przebiegają drogi główne nr 1, nr 255 i nr 256.